# Carlos Barbosa-Lima

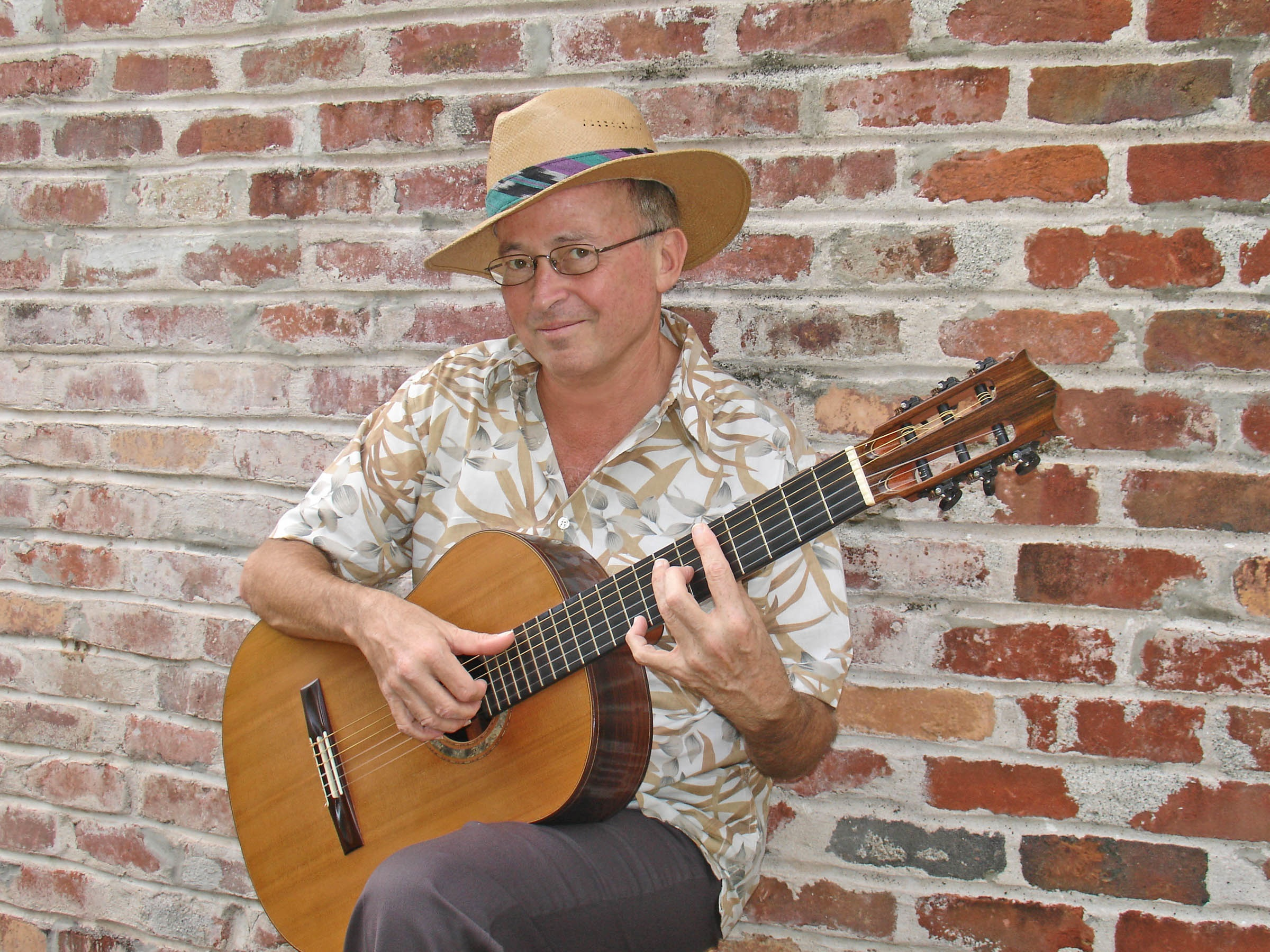
Carlos Barbosa-Lima, 2009

Antonio Carlos Ribeiro Barbosa-Lima (* 17. Dezember 1944 in São Paulo; † 23. Februar 2022 in Paraty/Bundesstaat Rio de Janeiro) war ein brasilianischer Gitarrist, Arrangeur und Hochschullehrer.

## Leben
Barbosa-Lima hatte als Kind Gitarrenunterricht und gab bereits 1957 sein erstes Konzert. Seine ersten Alben nahm er vierzehnjährig beim Label Chantecler auf. 1967 debütierte er in den USA, und 1973 hatte er seinen ersten Auftritt in der Town Hall in New York. Er spielte ein klassisches Repertoire, wurde aber von Andrés Segovia, den er in Madrid kennengelernt hatte, ermutigt, seine klassische Spieltechnik auch für andere Musikrichtungen einzusetzen und profilierte sich in der Folgezeit auch als Jazzgitarrist und Gitarrist der Música Popular Brasileira. Er gab weltweit Konzerte und trat in kleinen Recitals ebenso auf wie auf berühmten Bühnen wie der Carnegie Hall und dem Lincoln Center.
Das Repertoire Barbosa-Limas reichte von Sonaten Domenico Scarlattis bis zu Stücken wie Luiz Bonfás Manha de Carnaval. Er arrangierte u. a. Kompositionen George Gershwins und der Beatles, seines Freundes Antônio Carlos Jobim und Mason Williams’ und spielte mehr als 50 Alben ein. Als Lehrer wirkte er in den 1970er Jahren an der Carnegie Mellon University in Pittsburgh und in den 1980er Jahren an der Manhattan School of Music.

## Diskographie
- 1982 Plays the Music of Antonio Carlos Jobim & George Gershwin
- 1983 Plays ‚The Entertainer‘ and Selected Works by Scott Joplin
- 1984 Plays the Music of Luiz Bonfa & Cole Porter
- 1985 Impressions
- 1987 Brazil, with Love, mit Sharon Isbin
- 1988 Rhapsody in Blue/West Side Story, mit Sharon Isbin
- 1989 Music of the Brazilian Masters. mit Laurindo Almeida, Charlie Byrd
- 1991 Music of the Americas
- 1991 Chants for the Chief, mit Gaudêncio Thiago de Mello
- 1993 Ginastera's Sonata
- 1995 Twilight in Rio
- 1996 From Yesterday to Penny Lane
- 1997 O Boto
- 2001 Mambo No. 5, mit Eddie Gomez
- 2003 Natalia
- 2004 Frenesi
- 2004 Siboney
- 2006 Carioca
- 2007 Alma y Corazon, mit Berta Rojas
- 2009 Merengue
- 2013 Leo Brouwer: Beatlerianas
- 2015 The Chantecler Sessions Vol. 1 1958–1959
- 2016 The Chantecler Sessions Vol. 2 1960–1962
- 2016 Plays Mason Williams
- 2019 Delicado
- 2021 Manisero, mit Johannes Tonio Kreusch, Cornelius Claudio Kreusch